# 북대서양이사회
북대서양이사회(North Atlantic Council, NAC)는 회원국의 상임대표로 구성된 북대서양 조약 기구(NATO)의 주요 정치적 의사결정기구이다. 북대서양 조약 제9조에 의해 설립되었으며, 조약에서 명시적으로 권한을 얻는 NATO의 유일한 기관이다.

## 회원 국가
- 알바니아
- 벨기에
- 불가리아
- 캐나다
- 크로아티아
- 체코
- 덴마크
- 에스토니아
- 핀란드
- 프랑스
- 독일
- 그리스
- 헝가리
- 아이슬란드
- 이탈리아
- 라트비아
- 리투아니아
- 룩셈부르크
- 몬테네그로
- 네덜란드
- 북마케도니아
- 노르웨이
- 폴란드
- 포르투갈
- 루마니아
- 슬로바키아
- 슬로베니아
- 스페인
- 스웨덴
- 튀르키예
- 영국
- 미국

## 같이 보기
- 북대서양 조약 기구 사무총장